# Bruno Coelho
Bruno Alexandre Dias Coelho, né le 1er août 1987 à Sintra, est un joueur international portugais de futsal. Il évolue en tant qu'ailier.
Formé au JOMA puis au SC Vila Verde avec qui il débute en senior en 2006, Bruno Coelho intègre ensuite les clubs d'Olivais en 2009 puis Belenenses en 2010. Un an plus tard, il rejoint son club de cœur le Benfica. Il remplit alors son palmarès avec notamment trois championnats du Portugal et autant de Coupes nationales. En 2020, Coelho rejoint le club français d'ACCS.
International portugais à partir de 2010, Bruno Coelho marque le but vainqueur en finale de l'Euro 2018 et compte plus de cent sélections.

## Biographie

### Enfance et formation
Enfant, Bruno Coelho grandit à Lisbonne et aperçoit le toit de l'Estádio da Luz, stade de son club de cœur Benfica Lisbonne, depuis sa chambre. Il souhaite devenir footballeur professionnel.

### Benfica
En 2011, Bruno Coelho rejoint son club de cœur, Benfica. Il en porte pour la première fois le maillot au tournoi de Rui Costa, une de ses idoles.
À partir de la saison 2017-2018, Bruno Coelho est capitaine de l'équipe qui s'incline aux tirs au but en finale de championnat. 
En 2018-2019, Benfica remporte le championnat après trois ans de disette.
En 2020, après neuf ans au Benfica dont les trois dernières en tant que capitaine, trois championnats remportés, autant de coupes du Portugal, de coupes de la Ligue et quatre supercoupes, Bruno Coelho et rejoint l'ACCS Paris, où il retrouve son compatriote et ami Ricardinho,.

### En équipe nationale
Bruno Coelho connaît sa première sélection en Équipe du Portugal de futsal le 14 décembre 2010.
En 2018, Bruno Coelho est un cadre du Portugal qui remporte son premier championnat d'Europe, marquant six buts lors de l'événement,. Il clôt le score contre la Roumanie (4-1) puis l'ouvre face à l'Ukraine (5-3) en phase de groupe. En quart de finale, il participe au festival record contre l'Azerbaïdjan (8-1) puis permet inscrit le troisième but lusitanien face à la Russie en demie (3-2). Contre l'Espagne en finale, il inscrit un doublé, dont un penalty à la dernière minute, et est nommé meilleur joueur du match (3-2).

## Palmarès

### Individuel
Lors du Championnat d'Europe 2018, Bruno Coelho termine meilleur buteur de la compétition si on prend en compte les qualifications (onze buts) et second meilleur réalisateur de la phase finale (six) derrière son compatriote Ricardinho (sept). Il est aussi troisième meilleur passeur, aux côtés de six autres joueurs,. 

### Club
Avec Benfica, Bruno Coelho remporte notamment trois championnats du Portugal, autant de Coupes du Portugal et Coupes de la Ligue, deux Supercoupes et une Coupe d'honneur,.
- Championnat du Portugal (3)
  - Champion : 2012, 2015 et 2019
  - Finaliste : 2013, 2016 et 2018
  - Troisième : 2014 et 2017

- Coupe du Portugal (3) 
  - Vainqueur : 2011-12 , 2014-15 , 2016-17
  - Finaliste : 2014, 2016 et 2019

- Coupes de la Ligue portugaise (3) 
  - Vainqueur : 2017/18, 2018/19 et 2019/20

- Supercoupe du Portugal (2) 
  - Vainqueur : 2015/16 et 2016/17

- Coupe d'honneur du Portugal (1) 
  - Vainqueur : 2014/15

### Équipe nationale
- Championnat d'Europe (1)
  - Champion : 2018